# NWA International Tag Team Championship (All Japan version)
L'NWA International Tag Team Championship (All Japan version) è stato un titolo della divisione tag promosso da Japan Pro-Wrestling Association e successivamente All Japan Pro Wrestling, affiliate giapponesi della National Wrestling Alliance.
Il titolo fu attivo dal 1966 al 1988, quando fu unificato all'interno dell'AJPW World Tag Team Championship.

## Storia
I primi ad essere promossi come detentori di un generico International Tag Team Championship furono Al Costello e Roy Heffernan, che venivano annunciati come tali già nel novembre 1958, quando i due operavano nel territorio del Texas. Nei suoi primi anni di vita il titolo fu difeso principalmente nel territorio della California, ma si stabilì in maniera fissa in Giappone nel 1966, diventando l'alloro massimo della Japan Pro-Wresttling Association. Alla chiusura della federazione giapponese nel 1973 il titolo tornò per un breve periodo negli Stati Uniti, prima di essere adottato dalla All Japan Pro Wrestling a partire dal 1975. 
Nel 1988 fu unificato, insieme con il PWF Tag Team Championship, all'interno dell'AJPW World Tag Team Title, dando vita al nuovo titolo, anche conosciuto come Double Cup.

## Albo d'oro
| Legenda  |                                                                               |
| -------- | ----------------------------------------------------------------------------- |
| #        | Indica il numero del regno titolato                                           |
| Regno    | Viene indicato il numero del regno del campione                               |
| Data     | La data in cui il titolo è stato vinto                                        |
| Località | Indica il luogo in cui il titolo è stato vinto                                |
| Note     | Indica notizie particolari riguardanti i cambi di titolo o altre informazioni |

| #                               | Campione                                 | Regno | Data             | Giorni | Località                | Evento     | Note | Fonti |
| ------------------------------- | ---------------------------------------- | ----- | ---------------- | ------ | ----------------------- | ---------- | --- | ----- |
| Territori Americani             |                                          |       |                  |        |                         |            | |       |
| 1                               | Al Costello e Roy Heffernan              | 1     | 1958             | --     | --                      | --         | I due iniziarono ad essere promossi come detentori del titolo in Texas, affermando di averlo vinto contro George Scott e Sandy Scott, o contro Antonino Rocca e Vittorio Apollo.           |       |
| 2                               | George Scott e Sandy Scott               | 1     | gennaio 1963     | --     | --                      | House show | |       |
| 3                               | Karl Von Stroheim e Kurt Von Stroheim    | 1     | luglio 1964      | --     | Texas                   | House show | |       |
| 4                               | Bill Curry e Fred Curry                  | 1     | 20 luglio 1964   | --     | Fort Worth, Texas       | House show | |       |
| 5                               | Karl Von Stroheim e Kurt Von Stroheim    | 2     | febbraio 1966    | --     | Texas                   | House show | |       |
| 6                               | Fritz Von Gohering e Mike Padosis        | 1     | settembre 1966   | --     | Texas                   | House show | |       |
| Japan Pro-Wrestling Association |                                          |       |                  |        |                         |            | |       |
| 7                               | Giant Baba e Michiaki Yoshimura          | 1     | 5 novembre 1966  | 335    | Tokyo, Giappone         | House show | A partire da questo regno il titolo diventa prerogativa della Japan Pro-Wrestling Association.                                                                                             |       |
| 8                               | Tarzan Tyler e Bill Watts                | 1     | 6 ottobre 1967   | 25     | Fukushima, Giappone     | House show | |       |
| 9                               | Giant Baba (2) e Antonio Inoki           | 1     | 31 ottobre 1967  | 69     | Osaka, Giappone         | House show | |       |
| —                               | Vacante                                  | —     | 8 gennaio 1968   | —      | —                       | —          | Il titolo fu reso vacante quando Inoki non poté partecipare ad una difesa contro Crusher Lisowski e Bill Miller a Hiroshima a causa di una forte nevicata.                                 |       |
| 10                              | Giant Baba (3) e Antonio Inoki (2)       | 2     | 3 febbraio 1968  | 341    | Tokyo, Giappone         | House show | In uno spareggio per riassegnare il titolo contro Lisowski e Miller. |       |
| 11                              | Danny Hodge e Wilbur Snyder              | 1     | 9 gennaio 1969   | 26     | Hiroshima, Giappone     | House show | |       |
| 12                              | Giant Baba (4) e Antonio Inoki (3)       | 3     | 4 febbraio 1969  | 188    | Sapporo, Giappone       | House show | |       |
| 13                              | Dick the Bruiser e Crusher Lisowski      | 1     | 11 agosto 1969   | 2      | Sapporo, Giappone       | House show | |       |
| 14                              | Giant Baba (5) e Antonio Inoki (4)       | 4     | 13 agosto 1969   | 846    | Osaka, Giappone         | House show | |       |
| 15                              | Dory Funk Jr. e Terry Funk               | 1     | 7 dicembre 1971  | 164    | Los Angeles, California | House show | |       |
| 16                              | Giant Baba (6) e Seiji Sakaguchi         | 1     | 19 maggio 1972   | 111    | Tokyo, Giappone         | House show | |       |
| —                               | Vacante                                  | —     | 2 settembre 1972 | —      | —                       | —          | Il titolo fu reso vacante quando Baba lasciò la federazione per fondare la All Japan Pro Wrestling.                                                                                        |       |
| 17                              | Kintaro Ohki e Seiji Sakaguchi (2)       | 1     | 2 dicembre 1972  | 82     | Tokyo, Giappone         | House show | In uno spareggio per riassegnare il titolo vacante contro Bobo Brazil e Gene Kiniski |       |
| 18                              | Killer Karl Krupp e Johnny Valentine     | 1     | 22 febbraio 1973 | 12     | Osaka, Giappone         | House show | |       |
| 19                              | Kintaro Ohki (2) e Umanosuke Ueda        | 1     | 6 marzo 1973     | 43     | Nagoya, Giappone        | House show | |       |
| 20                              | Killer Karl Krupp (2) e Fritz Von Erich  | 1     | 18 aprile 1973   | --     | Yaizu, Giappone         | House show | |       |
| Western States Sports           |                                          |       |                  |        |                         |            | |       |
| 21                              | Killer Karl Krupp (3) e Karl Von Steiger | 1     | aprile 1973      | --     | --                      | --         | Quando la JWA cessò le attività il 20 aprile 1973 Von Erich lasciò la sua metà del titolo a Von Steiger. Von Steiger e Krupp iniziarono a difendere il titolo nella Western States Sports. |       |
| 22                              | Dory Funk Jr. e Terry Funk               | 2     | 26 maggio 1973   | 92     | Amarillo, Texas         | House show | |       |
| 23                              | Killer Karl Kox e Ciclon Negro           | 1     | 26 agosto 1973   | --     | Lubbock, Texas          | House show | |       |
| 24                              | Dory Funk Jr. e Terry Funk               | 3     | ottobre 1973     | --     | Texas                   | House show | |       |
| All Japan Pro Wrestling         |                                          |       |                  |        |                         |            | |       |
| 25                              | Giant Baba (7) e Jumbo Tsuruta           | 1     | 5 febbraio 1975  | 631    | San Antonio, Texas      | House show | A partire da questo regno il titolo diventa prerogativa della All Japan Pro Wrestling |       |
| 26                              | Kintaro Ohki (3) e Kim Duk               | 1     | 28 ottobre 1976  | 42     | Tokyo, Giappone         | House show | |       |
| 27                              | Giant Baba (8) e Jumbo Tsuruta (2)       | 2     | 9 dicembre 1976  | 333    | Tokyo, Giappone         | House show | |       |
| 28                              | Kintaro Ohki (4) e Kim Duk (2)           | 2     | 7 novembre 1977  | 185    | Seul, Corea del Sud     | House show | |       |
| 29                              | Giant Baba (9) e Jumbo Tsuruta (3)       | 3     | 11 maggio 1978   | 519    | Tokyo, Giappone         | House show | | [ 2 ] |
| 30                              | Abdullah the Butcher e Ray Candy         | 1     | 12 ottobre 1979  | 7      | Tokyo, Giappone         | House show | |       |
| 31                              | Giant Baba (10) e Jumbo Tsuruta (4)      | 4     | 19 ottobre 1979  | 1271   | Tokyo, Giappone         | House show | |       |
| 32                              | Ron Bass e Stan Hansen                   | 1     | 12 aprile 1983   | 5      | Matsuyama, Giappone     | House show | |       |
| 33                              | Giant Baba (11) e Jumbo Tsuruta (5)      | 5     | 17 aprile 1983   | 100    | Nagasaki, Giappone      | House show | |       |
| 34                              | Tiger Jeet Singh e Umanosuke Ueda (2)    | 1     | 26 luglio 1983   | 6      | Fukuoka, Giappone       | House show | |       |
| 35                              | Giant Baba (12) e Jumbo Tsuruta (6)      | 6     | 1 agosto 1983    | --     | Tokyo, Giappone         | House show | |       |
| —                               | Vacante                                  | —     | maggio 1984      | —      | —                       | —          | Il titolo fu reso vacante in seguito ad un infortunio di Baba. |       |
| 36                              | Genichiro Tenryu e Jumbo Tsuruta (7)     | 1     | 3 settembre 1984 | 520    | Hiroshima, Giappone     | House show | In uno spareggio per riassegnare il titolo contro Jerry Blackwell e Bruiser Brody |       |
| 37                              | Riki Choshu e Yoshiaki Yatsu             | 1     | 5 febbraio 1986  | 365    | Sapporo, Giappone       | House show | |       |
| 38                              | Genichiro Tenryu (2) e Jumbo Tsuruta (8) | 2     | 5 febbraio 1987  | 35     | Sapporo, Giappone       | House show | |       |
| 39                              | Road Warrior Animal e Road Warrior Hawk  | 1     | 12 marzo 1987    | 456    | Tokyo, Giappone         | House show | |       |
| 40                              | Jumbo Tsuruta (9) e Yoshiaki Yatsu (2)   | 1     | 10 giugno 1988   | 0      | Tokyo, Giappone         | House show | | [ 3 ] |
| —                               | Disattivato                              | —     | 10 giugno 1988   | —      | —                       | —          | Il titolo fu unificato con il PWF Tag Team Championship all'interno dell'AJPW World Tag Team Title                                                                                         |       |